# Liu Jun

Liu Jun (chinês tradicional:劉 軍) (Hebei, 15 de outubro de 1969) é uma ex-basquetebolista chinesa que integrou a Seleção Chinesa Feminina entre os anos de 1989 e 1996 entre os quais conquistou a Medalha de Prata disputada nos XXV Jogos Olímpicos de Verão realizados em 1992 na cidade de Barcelona.